# Skæppe (flademål)
 For alternative betydninger, se Skæppe (flertydig). (Se også artikler, som begynder med Skæppe)
En skæppe er en gammel måleenhed for areal. En skæppe land er 1/8 tønde land – og opmåles som: 36 x 48 alen = 1.728 kvadratalen. En skæppe land svarer til ca. 689,5 m². En skæppe land kan yderligere opdeles i fire fjerding land. Eller en skæppe land kan opdeles i 12 album, der er kvadrater på 144 kvadratalen = 12 x 12 alen.
En skæppe land er (måske overraskende?) let at opmåle. Måler man diagonalen fra hjørne til hjørne tværs over skæppen, skal den være 60 alen, hvilket enhver, som har stiftet bekendtskab med Den pythagoræiske læresætning, nemt kan regne ud. Men man havde fundet på en meget enkel anvendelse af metoden (fordi 3²+4²=5² og dermed ganget med 12 er: 36²+48²=60²): Tre skridt til venstre og fire skridt derfra til højre – skal ende med fem skridt på skrå hjem til udgangspunktet. Hvis ikke det gør det, har man ikke drejet vinkelret i hjørnet mellem 3 og 4. Hvad skæppen angår, måler man altså 3 album (36 alen) til siden og fire album (48 alen) fremad. Så skal der være 60 alen (5 album) ned til, hvor man startede.
Enheden blev officielt afskaffet i 1907, hvor metersystemet blev indført i Danmark ved lov den 4. maj med ikrafttrædelsesdato 1. april 1912.